# Teresa Gnoli
Teresa Gnoli (Roma, 23 agosto 1833 – Roma, 14 novembre 1886) è stata una poetessa e educatrice italiana.

## Biografia
Poetessa precoce e sensibile, era figlia del conte Tommaso, avvocato concistoriale, e di Maddalena Dini. La famiglia era numerosa: sette figli (divenuti adulti), tra cui Domenico e Elena Gnoli. Il padre, che si dilettava a poetare, era amico di Giuseppe Gioachino Belli. Ogni tanto lo invitava a casa, e Belli declamava i suoi sonetti: erano piacevoli serate, in compagnia di amici. 
Domenico Gnoli, che ha lasciato notizie biografiche su Teresa, racconta che già a sette anni ella era in grado di scrivere versi dolci e musicali alla maniera di Metastasio e che a dieci anni scriveva poesie complete. Due liriche della giovanissima Teresa Gnoli, Alla rosa e La vera patria, furono pubblicate da Oreste Raggi. Pio IX, alla sua elezione, concesse l'editto del Perdono per tutti i reati politici: in suo onore ci furono feste, in tutto lo Stato Pontificio, e furono pubblicati discorsi celebrativi e poesie, tra cui quella di Teresa Gnoli, appena dodicenne. 
Tommaso affidò le figlie Teresa ed Elena alle cure della poetessa Rosa Taddei, molto apprezzata a Roma per i versi celebrativi in occasione di solennità pubbliche e private, ma di dubbio valore come insegnante.

### Al tempo della Repubblica Romana
Gli eventi precipitavano. 15 novembre 1848: assassinio di Pellegrino Rossi. 24 novembre 1848: fuga di Pio IX a Gaeta. 5 febbraio 1849: proclamazione della Repubblica romana. Teresa ascoltò certamente l'inno Fratelli d'Italia che fu la colonna sonora della rivoluzione liberale. Il 19 febbraio 1849 Garibaldi sostò a Rieti; era necessario aumentare il numero dei suoi volontari e molti giovani da Roma lo raggiunsero. Teresa compose l'inno patriottico Siam tutti fratelli!, pubblicato con sottotitolo: offerto alle milizie cittadine ed ai volontari di Roma avanti la loro partenza. Fu stampato senza indicazione di anno né di editore; ma certamente fu edito nel febbraio 1849, quando i volontari lasciavano Roma per unirsi a Garibaldi. I versi di Teresa si adattavano perfettamente alla musica composta da Michele Novaro per Il Canto degli Italiani, scritto da Goffredo Mameli, oggi nostro Inno Nazionale: non c'era tempo per trovare un altro musicista.
Il padre, per non giurare fedeltà alla Repubblica Romana, il 16 maggio 1849 si trasferì con tutta la famiglia a Montepulciano, presso parenti di sua moglie. Il breve soggiorno in Toscana, tre soli mesi, lasciò nei ricordi di Teresa, adolescente precoce, una traccia incancellabile, come di un tempo vissuto in serenità e sicurezza, a contatto con la natura. L'assedio di Roma si concluse con la resa, il 1º luglio 1849.

### Nei primi anni della restaurazione
Nel 1850 morì la madre, lasciando nella disperazione il marito e i figli. Teresa, come Domenico ed Elena, fu accolta tra i soci dell'Arcadia e dell'Accademia Tiberina. Partecipava alle adunanze settimanali delle due Accademie, presentando il suo repertorio di poesie; spargeva liriche in opuscoli per nozze e per feste: il suo verso era rapido e fresco, senza fronzoli poetici, ma l'occasione finiva per soffocare un po' la vena artistica. Nel 1856 sua cugina Vincenza Tarugi vestì l'abito monacale e per l'occasione furono unite in un unico volume poesie di Tommaso, di Teresa, di Domenico e di Elena Gnoli. Il titolo era: Offerta di poesie per la vestizione religiosa di Vincenzina Tarugi. La poesia di Teresa, La solitudine o il desiderio dell'infinito, in versi sciolti a imitazione di Leopardi, aveva una sua originalità e chiarezza e preludeva a una produzione artistica più matura.

### Tra i poeti della Scuola romana
I fratelli Teresa, Elena e Domenico Gnoli erano entrati nell'orbita dei Poeti della Scuola romana che detestavano la poesia romantica e promuovevano il ritorno alla purezza del classicismo. In questo ambito si collocano le poesie di Teresa La notte, A Vincenza Tarugi, Non ti scordar di me, Una madre indiana, A mio padre, Il pellegrino e la speranza. Mecenate del cenacolo dei poeti romani era il duca Giovanni Torlonia. Egli scrisse l'ode A Teresa Gnoli, 1856, in cui la invitava allo studio della filosofia tedesca. Giovanni Torlonia contribuì a divulgare la fama di Teresa come poetessa, inserendola in due raccolte di nuove poesie, I fiori della Campagna romana, 1857, e Strenna Romana, 1858, che curò insieme al poeta e amico Paolo Emilio Castagnola. Nel 1857, in occasione della traslazione delle ossa di Torquato Tasso nel nuovo monumento in S. Onofrio, Teresa scrisse il dramma lirico Torquato Tasso a Sorrento che fu musicato da Giuseppe Branzoli. In occasione di una allegra fragolata, offerta dal duca Giovanni Torlonia nel Bosco delle Camene, nella tenuta della Caffarella, Teresa conobbe la poetessa all'improvviso Giannina Milli e ne divenne amica e confidente. Il 15 novembre 1857 morì la sorella Elena, da gran tempo sofferente. Tra le sue carte trovarono dolcissime poesie, dedicate a Teresa e a Domenico, e di cui nessuno conosceva l'esistenza. L'anno dopo, 1858, morì Giovanni Torlonia. Teresa, colpita da sconforto, manifestò la volontà di monacarsi, come avevano fatto sua sorella Placida e sua cugina Vincenza; ma fu dissuasa dal padre.

### La vita coniugale
Nel 1863 Teresa Gnoli andò sposa a Giovanni Gualandi, medico specializzato in malattie mentali, già gerente della rivista dei Gesuiti Civiltà Cattolica e poi direttore del Manicomio di Santa Maria della Pietà, a Roma. Egli tentò inutilmente di trasformare questo manicomio, da squallido deposito di matti, in un vero ospedale psichiatrico. Nel 1864 si trasferì con la moglie a Frascati, dove fondò La casa privata per malati di mente, che ebbe breve vita per le ristrettezze economiche dei Gualandi. Nel 1870 essi tornarono a Roma, dove Giovanni divenne segretario dell'Istituto De Merode, che in quel tempo era a palazzo Altemps, e Teresa, nel 1879, su invito di papa Leone XIII, fondò una scuola femminile intitolata a S. Caterina e ne fu direttrice, fino alla morte. Vi insegnò letteratura italiana e storia. Continuava a scrivere e a pubblicare raccontini educativi sulla rivista La Madre di famiglia, 1870 e 1871, e versi dai toni moralistici, come La preghiera del sordomuto, 1872. I Gualandi collaboravano all'opera di assistenza e rieducazione dei sordomuti, promossa dal 1849, a Bologna, dai fratelli di lui: la loro casa divenne, nel 1884, la filiale romana dell'Istituto Gualandi.

## Versi

### La Notte
La mia dimora bruna

Sorgeva in mezzo ai campi: io la rammento.

Al raggio della luna,

Quando taceva il vento;

L'acque parean d'argento,

Biancheggiavan confusi a noi dinante

I sentieri e le piante!
(1844)

### Siam tutti fratelli!
Inno della signora Teresa Gnoli, offerto alle milizie cittadine ed ai volontari di Roma avanti la loro partenza
Siam tutti fratelli! Per l'italo suolo

È sola una speme, un cantico è solo.

Concordia del mondo reina verace

Ci guida alla guerra, ci guida alla pace.

Un'era di gioia s'appresta alle genti

D'ardore possente son piene le menti.

Un grido dà segno di giorni novelli:

Siam tutti fratelli!
Il vero trionfi periscan gl'inganni,

Ai giusti vittoria, infamia ai tiranni;

Finiscan le ambascie finiscan le pene,

Il peso gittiamo di nostre catene;

Cerchiamo le glorie, sfidiamo le morti;

Vinciamo da grandi, moriamo da forti;

E un grido le imprese d'Italia suggelli:

Siam tutti fratelli!
(febbraio 1849)